# Normanton (West Yorkshire)
Normanton ist eine Kleinstadt im Borough City of Wakefield der englischen Grafschaft West Yorkshire. Sie hatte 2022 gemäß Volkszählung insgesamt 21.945 Einwohner.

## Söhne der Stadt
- Martin Frobisher (1535–1594), Seefahrer
- Jimmy Glazzard (1923–1995), Fußballspieler
- Keith Ripley (1935–2012), Fußballspieler
- Peter Deakin (* 1938), Fußballspieler